# Município de Perry (condado de Pickaway, Ohio)
O município de Perry (em inglês: Perry Township) é um município localizado no condado de Pickaway no estado estadounidense de Ohio. No ano de 2010 tinha uma população de 1.328 habitantes e uma densidade populacional de 13,59 pessoas por km².

## Geografia
O município de Perry encontra-se localizado nas coordenadas 39° 33′ 45″ N, 83° 12′ 53″ O. Segundo a Departamento do Censo dos Estados Unidos, o município tem uma superfície total de 97.72 km², da qual 95,26 km² correspondem a terra firme e (2,52 %) 2,46 km² é água.

## Demografia
Segundo o censo de 2010, tinha 1.328 habitantes residindo no município de Perry. A densidade populacional era de 13,59 hab./km². Dos 1.328 habitantes, o município de Perry estava composto pelo 98,19 % brancos, o 0,45 % eram afroamericanos, o 0,23 % eram amerindios, o 0,45 % eram asiáticos, o 0,23 % eram de outras raças e o 0,45 % eram de uma mistura de raças. Do total da população o 0,45 % eram hispanos ou latinos de qualquer raça.